# Zhalgas Zhumagulov
Zhalgas Mukhambet (Aktobé, República Socialista Soviética de Kazajistán, Unión Soviética, 29 de agosto de 1988), más conocido como Zhalgas Zhumagulov, es un artista marcial mixto kazajo que compitió en la división de peso mosca.

## Carrera de artes marciales mixtas

### Carrera temprana
Zhumagulov proviene de Kazajistán y tiene un récord de 13-3 en MMA antes de entrar en la UFC. Victorias notables incluyen Tagir Ulanbekov, Tyson Nam en Fight Nights Global 86, Shaj Hague, Artur Bagautinov, y otros.
Ganó el Campeonato de Peso Mosca de Fight Nights Global al derrotar a otro futuro luchador de la UFC, Tagir Ulanbekov, en Fight Nights Global 88. Su último combate antes de firmar con la UFC fue en octubre de 2019, donde superó al ex retador del Campeonato de Peso Mosca de la UFC Ali Bagautinov por decisión dividida en el evento principal de Fight Nights Global 95.

### Ultimate Fighting Championship
Zhumagulov debutó en la UFC contra Raulian Paiva el 11 de julio de 2020 en UFC 251. En el pesaje, Paiva pesó 129 libras, 3 libras por encima del límite de peso mosca. Se le impuso una multa del 20% de su bolsa, que fue a parar a Zhumagulov. El combate continuó en el peso acordado. Perdió el combate por decisión unánime.
Se esperaba que enfrentara a Amir Albazi el 28 de noviembre de 2020 en UFC on ESPN: Smith vs. Clark, pero se retiró por problemas de visa y el combate fue reprogramado para UFC 257 el 24 de enero de 2021. Perdió el combate por decisión unánime.
Zhumagulov se enfrentó a Jerome Rivera el 10 de julio de 2021 en UFC 264. Ganó el combate por sumisión en el primer asalto.
Zhumagulov se enfrentó a Manel Kape el 4 de diciembre de 2021 en UFC on ESPN: Font vs. Aldo. Perdió el combate por TKO en el primer asalto.
Zhumagulov se enfrentó a Jeff Molina el 4 de junio de 2022 en UFC Fight Night: Volkov vs. Rozenstruik. Perdió el combate por decisión dividida. 12 de las 13 puntuaciones de los medios de comunicación se lo dieron a Zhumagulov.
Zhumagulov se enfrentó a Charles Johnson el 19 de noviembre de 2022 en UFC Fight Night: Nzechukwu vs. Cuțelaba. Perdió el combate por decisión dividida.
Después del combate,  Zhumagulov anunció su retiro de las MMA, citando varias decisiones controvertidas a lo largo de su carrera de seis combates en la UFC.

## Vida personal
Tiene dos esposas y 6 hijos.

## Campeonatos y logros

### Artes marciales mixtas
- Fight Nights Global
  - Campeonato Mundial de Peso Mosca de Fight Nights (una vez)
    - Una defensa exitosa

## Récord en artes marciales mixtas
| Récord profesional | Récord profesional | Récord profesional |
| 26 peleas          | 17 victorias       | 9 derrota          |
| ------------------ | ------------------ | ------------------ |
| Nocaut             | 8                  | 2                  |
| Sumisión           | 1                  | 0                  |
| Decisión           | 8                  | 7                  |

| Resultado | Récord | Oponente           | Método                                     | Evento                                  | Fecha                    | Ronda | Tiempo | Localización          | Notas                                                               |
| --------- | ------ | ------------------ | ------------------------------------------ | --------------------------------------- | ------------------------ | ----- | ------ | --------------------- | ------------------------------------------------------------------- |
| Victoria  | 17–9   | Aaron Aby          | Decisión (unánime)                         | Oktagon 63                              | 9 de noviembre de 2024   | 3     | 5:00   | Bratislava            |                                                                     |
| Victoria  | 16–9   | Cleveland McLean   | Decisión (unánime)                         | Naiza FC 57                             | 24 de febrero de 2024    | 3     | 5:00   | Almaty                |                                                                     |
| Victoria  | 15–9   | Masato Nakamura    | TKO (golpes)                               | Naiza FC 55                             | 6 de diciembre de 2023   | 1     | 1:42   | Astaná                |                                                                     |
| Derrota   | 14–9   | Joshua Van         | Decisión (unánime)                         | UFC on ABC: Emmett vs. Topuria          | 24 de junio de 2023      | 3     | 5:00   | Jacksonville, Florida |                                                                     |
| Derrota   | 14–8   | Charles Johnson    | Decisión (dividida)                        | UFC Fight Night: Nzechukwu vs. Cuțelaba | 19 de noviembre de 2022  | 3     | 5:00   | Las Vegas, Nevada     |                                                                     |
| Derrota   | 14–7   | Jeff Molina        | Decisión (dividida)                        | UFC Fight Night: Volkov vs. Rozenstruik | 4 de junio de 2022       | 3     | 5:00   | Las Vegas, Nevada     |                                                                     |
| Derrota   | 14–6   | Manel Kape         | TKO (puñetazos)                            | UFC on ESPN: Font vs. Aldo              | 4 de diciembre de 2021   | 1     | 4:02   | Las Vegas, Nevada     |                                                                     |
| Victoria  | 14–5   | Jerome Rivera      | Sumisión (estrangulamiento por guillotina) | UFC 264                                 | 10 de julio de 2021      | 1     | 2:02   | Las Vegas, Nevada     |                                                                     |
| Derrota   | 13–5   | Amir Albazi        | Decisión (unánime)                         | UFC 257                                 | 24 de enero de 2021      | 3     | 5:00   | Abu Dhabi             |                                                                     |
| Derrota   | 13–4   | Raulian Paiva      | Decisión (unánime)                         | UFC 251                                 | 12 de julio de 2020      | 3     | 5:00   | Abu Dhabi             | Combate de peso acordado (129 libras; Paiva no alcanzó el peso.     |
| Victoria  | 13–3   | Ali Bagautinov     | Decisión (dividida)                        | Fight Nights Global 95                  | 19 de octubre de 2019    | 5     | 5:00   | Sochi                 | Defendió el Campeonato Global de Peso Mosca de Fight Nights Global. |
| Victoria  | 12–3   | Tagir Ulanbekov    | Decisión (mayoritaria)                     | Fight Nights Global 88                  | 31 de agosto de 2018     | 5     | 5:00   | Nur-sultán            | Ganó el Campeonato Global de Peso Mosca de Fight Nights.            |
| Victoria  | 11–3   | Tyson Nam          | Decisión (unánime)                         | Fight Nights Global 86                  | 1 de abril de 2018       | 5     | 5:00   | Alma Ata              |                                                                     |
| Victoria  | 10–3   | Shaj Haque         | Decisión (unánime)                         | Fight Nights Global 80                  | 26 de noviembre de 2017  | 3     | 5:00   | Alma Ata              |                                                                     |
| Derrota   | 9–3    | Vartan Asatryan    | Decisión (dividida)                        | Fight Nights Global 65                  | 19 de mayo de 2017       | 5     | 5:00   | Alma Ata              | Por el Campeonato Global de Peso Mosca de Fight Nights.             |
| Victoria  | 9–2    | Artur Bagautinov   | KO (puñetazo)                              | Fight Nights Global 62                  | 31 de marzo de 2017      | 2     | 1:53   | Moscú                 |                                                                     |
| Victoria  | 8–2    | Ivan Andrushchenko | Decisión (unánime)                         | Fight Nights Global 55                  | 22 de noviembre de 2016  | 3     | 5:00   | Moscú                 |                                                                     |
| Victoria  | 7–2    | Oscar Dolchin      | Decisión (unánime)                         | Fight Nights Global 46                  | 29 de abril de 2016      | 3     | 5:00   | Moscú                 |                                                                     |
| Derrota   | 6–2    | Zhifa Shang        | Decisión (dividida)                        | Kunlun Fight: Cage Fight Series 3       | 6 de julio de 2015       | 3     | 5:00   | Chongqing             | Regreso al peso mosca.                                              |
| Derrota   | 6–1    | Vartan Asatryan    | TKO (puñetazos)                            | Alash Pride: Royal Plaza Volume 2       | 24 de enero de 2015      | 2     | 3:00   | Alma Ata              |                                                                     |
| Victoria  | 6–0    | Bekzat Aliev       | TKO (puñetazos)                            | Zhekpe Zhek: Bantamweight Grand Prix    | 6 de octubre de 2014     | 3     | 2:10   | Alma Ata              |                                                                     |
| Victoria  | 5–0    | Salat Biskhanov    | TKO (puñetazos)                            | Zhekpe Zhek: Bantamweight Grand Prix    | 6 de octubre de 2014     | 1     | 1:10   | Alma Ata              |                                                                     |
| Victoria  | 4–0    | Tyjybaev Andos     | TKO (puñetazos)                            | Zhekpe Zhek: Bantamweight Grand Prix    | 6 de octubre de 2014     | 3     | 2:10   | Alma Ata              |                                                                     |
| Victoria  | 3–0    | Nursulat Serker    | TKO (puñetazos)                            | Zhekpe Zhek: Bantamweight Grand Prix    | 6 de octubre de 2014     | 1     | 2:47   | Alma Ata              | Debut en el peso gallo.                                             |
| Victoria  | 2–0    | Nurbay Mirzaliev   | TKO (sumisión a puñetazos)                 | White Night FC                          | 25 de septiembre de 2014 | 2     | 3:14   | Yelets                |                                                                     |
| Victoria  | 1–0    | Yerlan Semebekov   | TKO (puñetazos)                            | Altay Republik MMA League               | 7 de septiembre de 2014  | 1     | 3:54   | Gorno-Altaisk         | Debut en el peso mosca.                                             |